# Schienenverkehr in Vermont

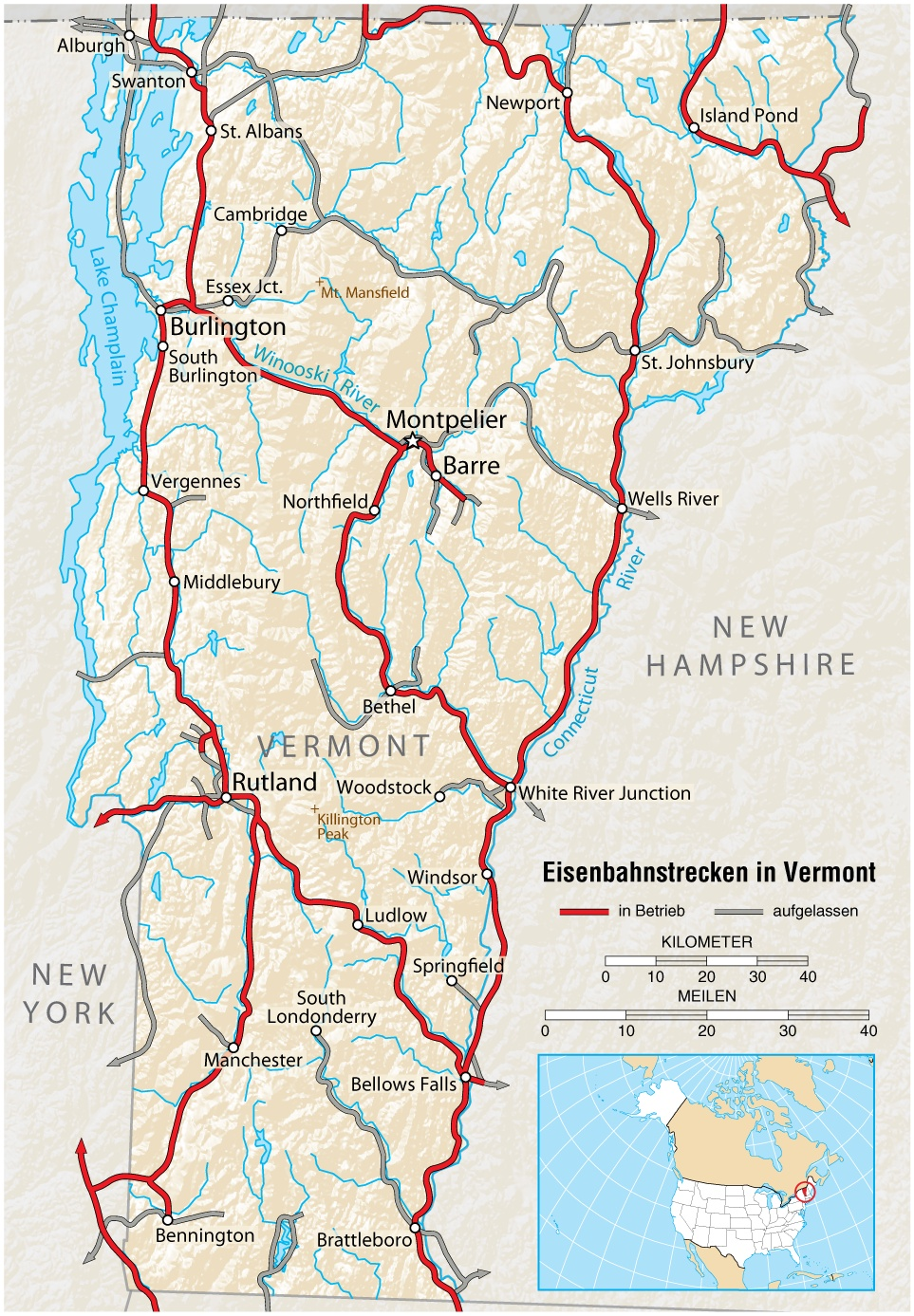
Karte der Eisenbahnstrecken in Vermont

Der Schienenverkehr in Vermont begann, als 1847 der erste Bahnhof in Vermont eröffnet wurde. Schon nach wenigen Jahren überspannte das Eisenbahnnetz den gesamten Bundesstaat. Nach dem ersten Bauboom wechselten Stagnation und Zeiten des Bahnbaus ab, in denen das Netz durch Zweig- und Verbindungsstrecken ergänzt wurde. 1908 war mit 1762 km Streckenlänge der Höhepunkt erreicht. Daneben gab es im Bundesstaat einige Straßenbahnbetriebe. Mehrere schwere Unwetter sowie die Weltwirtschaftskrise brachten vielen wenig rentablen Strecken die Stilllegung noch vor dem Zweiten Weltkrieg. Auch nach dem Krieg ging das Streckensterben weiter, sodass 2005 nur noch 914 Kilometer Bahnstrecken in Betrieb waren.
Nach einigen Unterbrechungen in der zweiten Hälfte des 20. Jahrhunderts verkehren heute mehrere Expresszüge der Amtrak nach Vermont. Einige fahrplanmäßig verkehrende Touristenzüge bieten weitere Fahrmöglichkeiten. Den Güterverkehr bewältigen hauptsächlich die Vermont Railway mit ihren Tochtergesellschaften sowie die New England Central Railroad.

## Geschichte

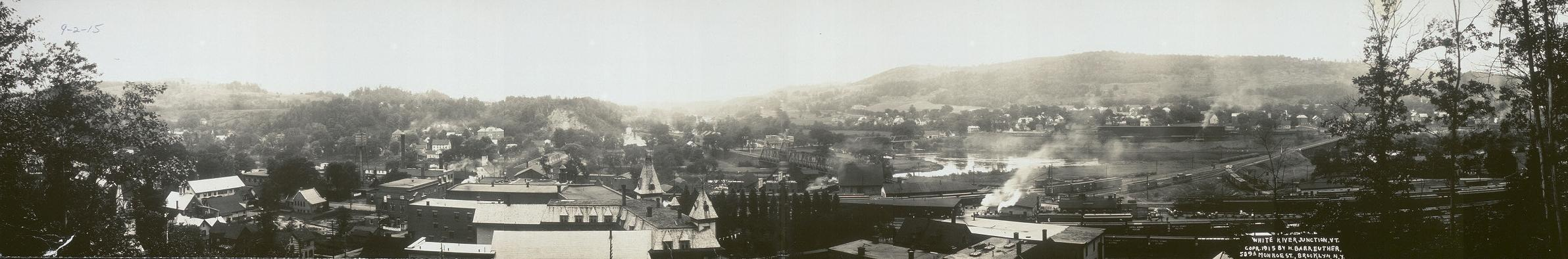
Ort und Bahnhof White River Junction im Jahre 1915, Blick in Richtung Osten

### Anfänge
Nachdem bereits Anfang der 1830er Jahre in den umliegenden Bundesstaaten Bahngesellschaften gegründet worden waren, erteilte 1835 auch Vermont die erste Konzession zum Bau und Betrieb einer Eisenbahn. Sie sollte in den Tälern des Connecticut River, Passumpsic River und Barton River, also an der Ostgrenze des Bundesstaats, verlaufen und von der Grenze zu Massachusetts im Süden bis nach Kanada im Norden führen. Zu diesem Zweck gründete man am 10. Dezember 1835 die Connecticut and Passumpsic Rivers Railroad. Da der Bau nicht finanziert werden konnte, blieb die Konzession ungenutzt. Erst nachdem 1845 eine Aufteilung der Konzession erfolgte und die Strecke durch mehrere Bahngesellschaften abschnittsweise gebaut werden durfte, konnten die nötigen Mittel aufgebracht werden.
Inzwischen entstanden jedoch auch andere Pläne. Die geplante Hauptstrecke an der Ostgrenze sollte an den Lake Champlain im Nordwesten angebunden werden. Hierfür bewarben sich zwei Bahngesellschaften, die Vermont Central Railroad und die Champlain and Connecticut River Railroad (C&CR). Beide wurden 1843 gegründet und begannen kurz darauf mit dem Bau. Beide Gesellschaften wählten Burlington als westlichen Endpunkt, da es die größte Stadt des Bundesstaats ist und sich dort ein wichtiger Hafen am Lake Champlain befand. Die C&CR baute von Bellows Falls aus in nordwestliche Richtung nach Rutland und weiter nach Norden, die Vermont Central schloss in White River Junction an die in Bau befindliche Hauptstrecke an und führte über die Hauptstadt Montpelier.
Die ersten Züge in Vermont fuhren jedoch von White River Junction aus in eine andere Richtung. Die Northern Railroad hatte von Concord in New Hampshire ausgehend eine Strecke an den Connecticut River gebaut, die am 20. November 1847 eröffnet wurde und am westlichen Ufer des Flusses endete, da sie dort an die Talstrecke anschließen sollte. Der Bahnhof wurde schon wenige Monate später zum Knotenpunkt, da auch die Vermont Central und die Connecticut&Passumpsic ihre ersten Teilstrecken von hier aus eröffneten.
Das Rennen nach Burlington gewann die aus der C&CR hervorgegangene Rutland&Burlington mit lediglich 13 Tagen Vorsprung. Am 18. Dezember 1849 wurde die Strecke Bellows Falls–Rutland–Burlington fertiggestellt, am 31. Dezember die Strecke White River Junction–Montpelier–Burlington. Bis 1854 wurden die wesentlichen Hauptstrecken gebaut. Dazu gehörte die schon 1835 geplante Talstrecke von South Vernon an der Grenze zu Massachusetts aus, wo Anschluss in Richtung New York City bestand. Sie führte zunächst nur bis St. Johnsbury, erst 1867 erreichte die Strecke Kanada. Auch an der Westgrenze des Bundesstaats bestand eine Nord-Süd-Strecke. Sie führte von Rouses Point in New York über St. Albans, Burlington, Rutland bis nach Bennington.
1853 wurde durch die Atlantic and St. Lawrence Railroad, später Grand Trunk Railway, die einzige Strecke Vermonts in Kolonialspur (1676 mm), eröffnet. Sie hatte innerhalb Vermonts keine Verbindung zu anderen Bahnen und durchquerte auf ihrem Verlauf von Portland (Maine) nach Montréal den Nordosten des Bundesstaats.

### Zweite Bauphase

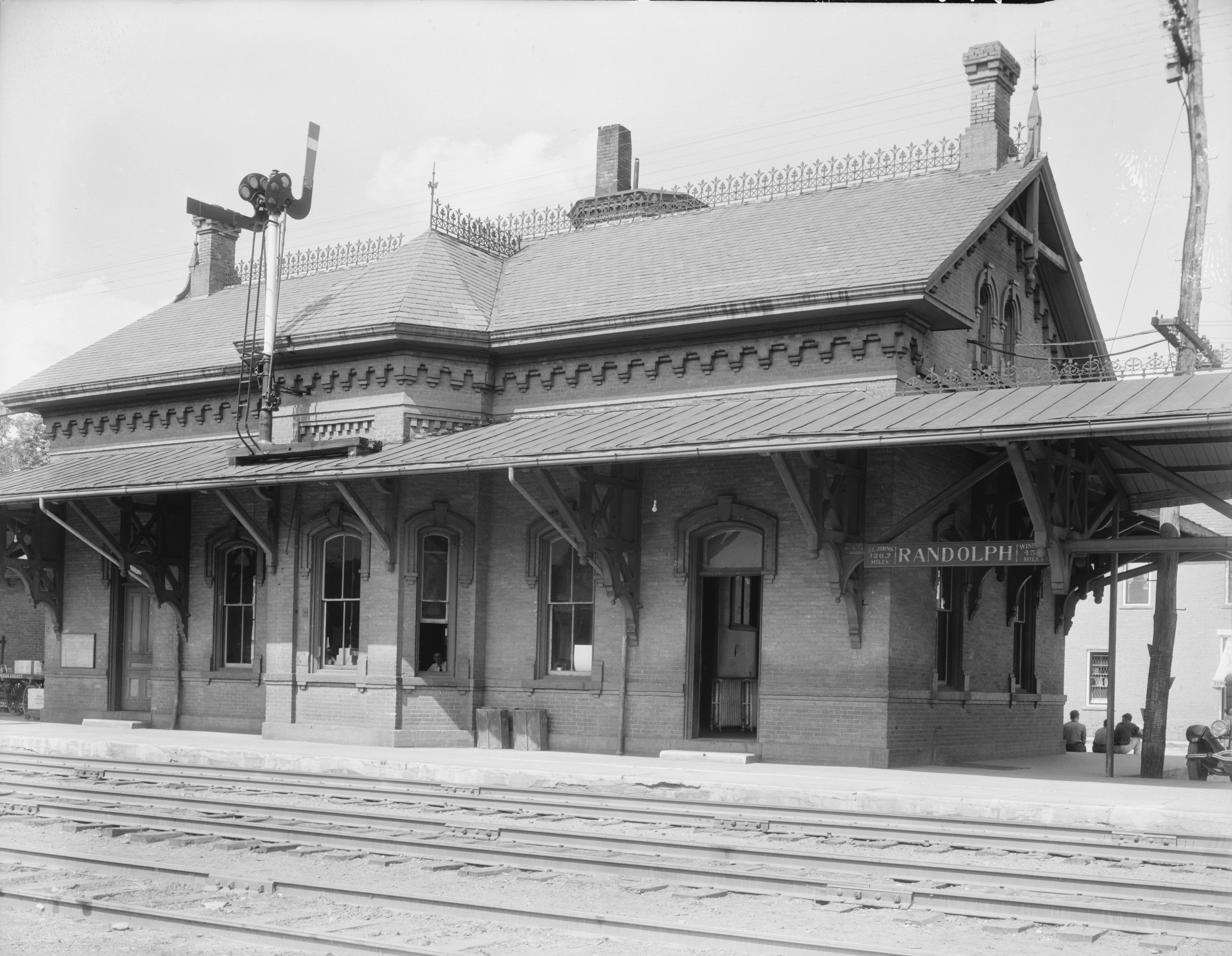
Bahnhof Randolph 1937 (Central Vermont Railroad)

Nach einer Stagnationsphase, in die auch der Sezessionskrieg fiel, begann man Anfang der 1870er Jahre wieder mit dem Bahnbau. Zunächst bauten die Portland and Ogdensburg Railroad und die St. Johnsbury and Lake Champlain Railroad eine dritte Verbindung zwischen den beiden Nord-Süd-Strecken. Ausgehend von New Hampshire führte die Strecke über St. Johnsbury einerseits über die Burlington and Lamoille Railroad nach Burlington, andererseits nach Maquam, von wo aus Dampferverbindungen über den Lake Champlain führten. Daneben entstanden zahlreiche kürzere Zweigstrecken, die zumeist durch kleinere lokale Bahngesellschaften betrieben wurden.
1874 hatte die Kolonialspur in Vermont ausgedient. In nur einer Nacht spurte die Grand Trunk Railway die 480 Kilometer lange Strecke von Portland bis Montreal auf Normalspur um. Die Einheitlichkeit der Spurweite währte jedoch nur wenige Jahre. 1880 wurde mit der Brattleboro and Whitehall Railroad die erste schmalspurige Bahn des Bundesstaats eröffnet. Mit der Deerfield River Railroad folgte 1885 die zweite und letzte Schmalspurbahn mit öffentlichem Verkehr. Beide Bahnen lagen im Süden Vermonts und hatten eine Spurweite von drei Fuß (914 mm). 1905 bzw. 1913 wurden die beiden Strecken ebenfalls auf Normalspur umgebaut. Viele Waldbahnen ohne öffentlichen Verkehr fuhren jedoch auch danach noch auf schmaler Spur.
Ebenfalls in diese Phase fiel der Bau verschiedener Straßenbahnbetriebe. Wie in Nordamerika üblich, wurden diese als Eisenbahnen konzessioniert. Alle Netze waren normalspurig. Nachdem 1885 in Rutland und Burlington Pferdebahnen eröffnet worden waren, fuhr 1893 in Burlington die erste elektrische Straßenbahn Vermonts. 1911 bestanden Straßenbahnnetze in Bellows Falls, Bennington (zwei Betriebe), Brattleboro, Burlington (drei Betriebe), Montpelier/Barre, Rutland, St. Albans, Springfield und Waterbury/Stowe.
1908 erreichte das Eisenbahnnetz Vermonts mit 1762 km Streckenlänge seinen Höhepunkt. Das entspricht rund 70 Metern Strecke pro Quadratkilometer. Zum Vergleich: Auf einen Quadratkilometer in Deutschland fielen im Jahre 2005 rund 110 Meter Strecke. Der letzte Neubau einer Bahn in Vermont, die für den öffentlichen Verkehr vorgesehen war, erfolgte 1913 durch die Boston and Maine Railroad mit der Strecke Brattleboro–Dole Junction, wobei nur der Abzweig aus dem Bahnhof Brattleboro und die Hälfte der Brücke über den Connecticut River in Vermont lagen. Der überwiegende Teil der Strecke befand sich in New Hampshire. Dem standen jedoch auch einige Stilllegungen gegenüber, die zunächst Strecken betrafen, die parallel zu anderen lagen. Die erste Eisenbahn, die in Vermont ihren Betrieb einstellte, war 1884 die Lamoille Valley Extension Railroad von Maquam nach Rouses Point NY. 1889 folgte ihr die Strecke der Burlington&Lamoille von Essex Junction nach Burlington.

### Niedergang

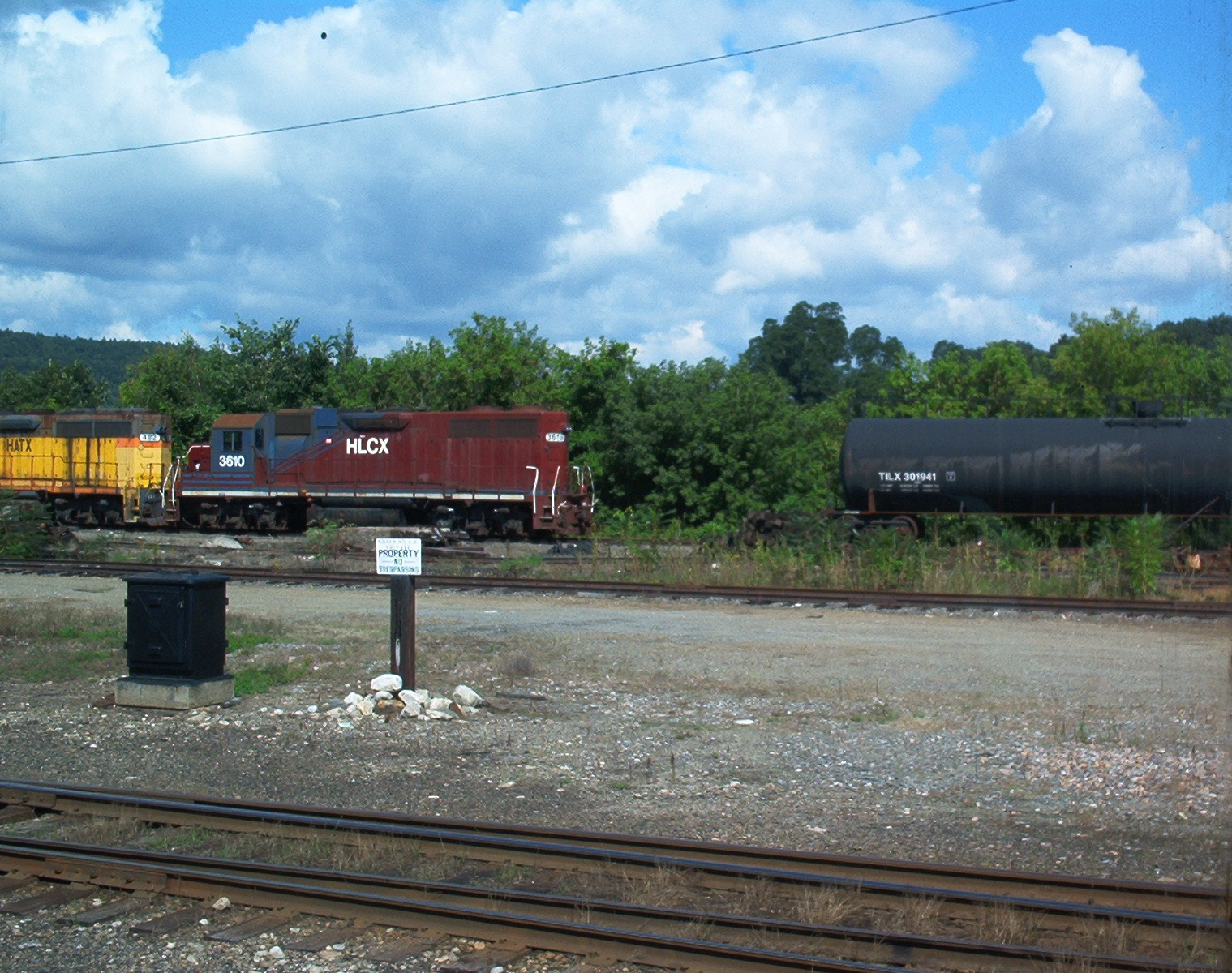
Bahnhof Bellows Falls 2001 mit einer EMD GP38 (rot) und einer EMD GP40 (gelb) des Vermont Rail System.

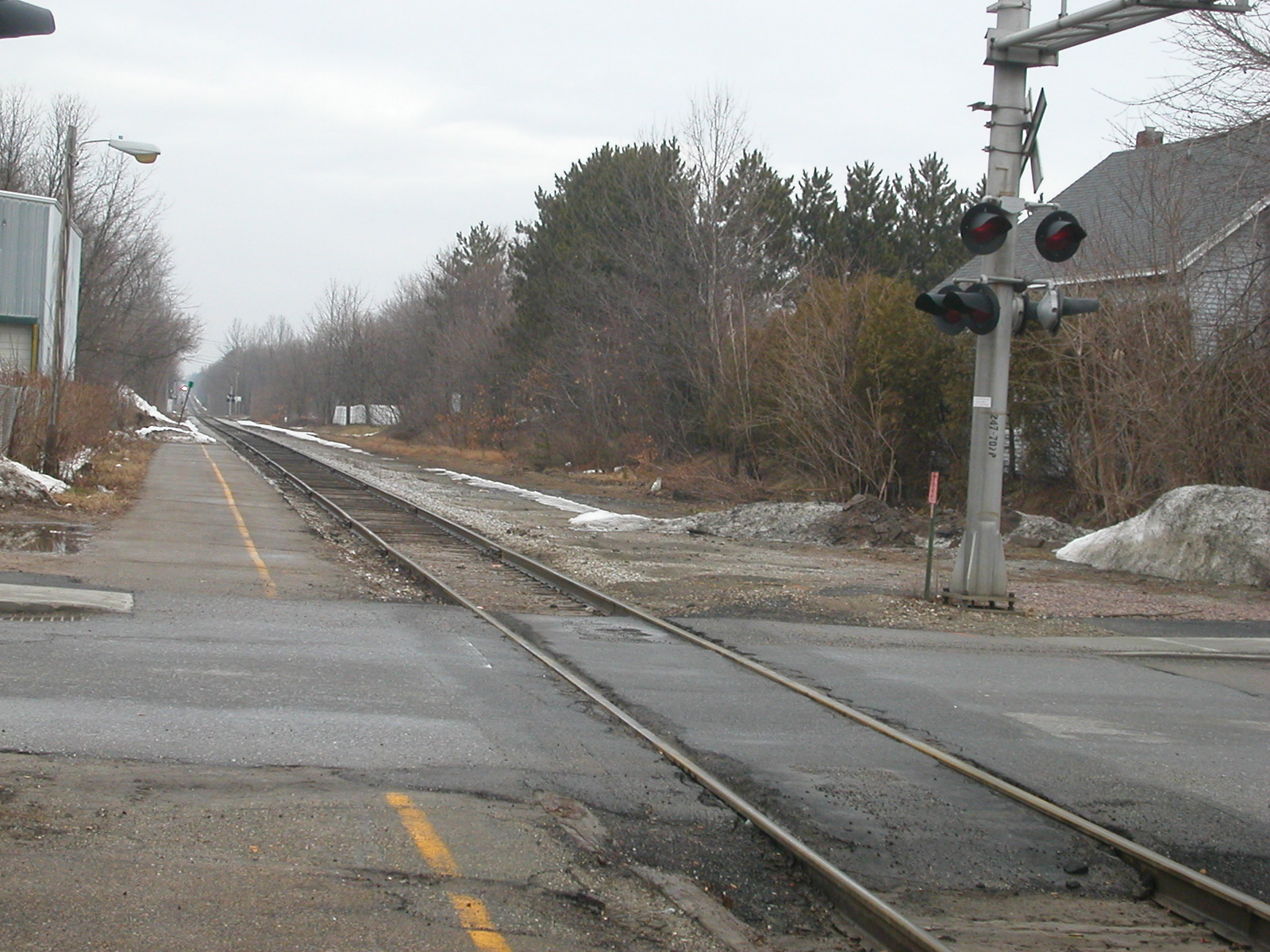
Amtrak-Bahnhof Essex Junction/Burlington 2007, Blickrichtung Norden

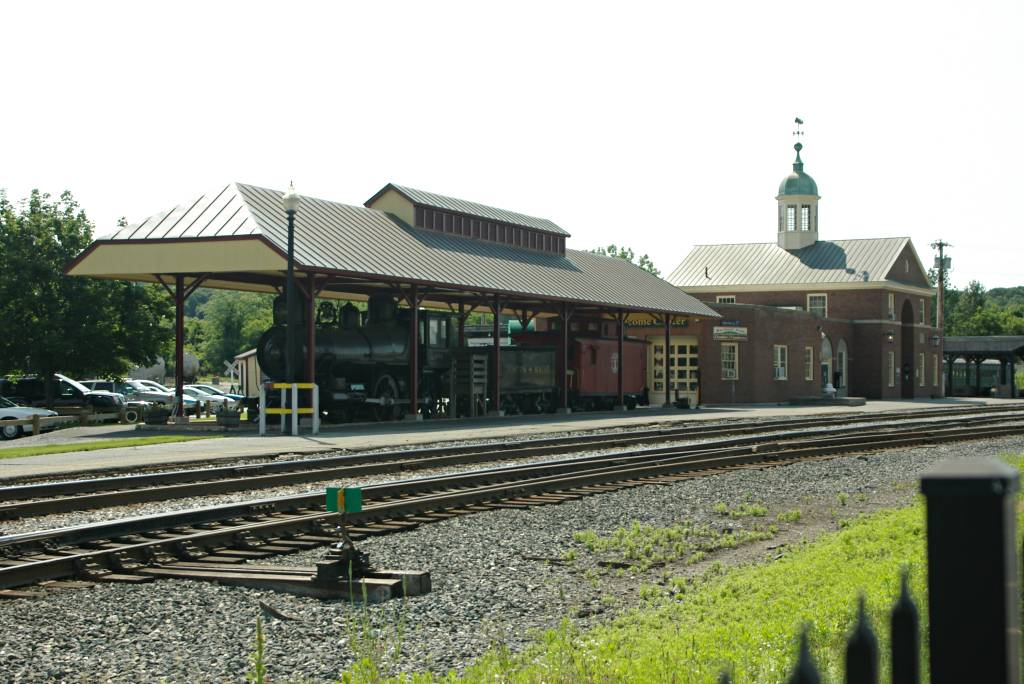
Amtrak-Bahnhof White River Junction, der älteste Bahnhof Vermonts, mit der dort ausgestellten Dampflok 494 der Boston and Maine Railroad.

Nach dem Ersten Weltkrieg begann der Linienflugverkehr sowie die Massenproduktion von Kraftwagen. Dies führte zu einem starken Abfall der Fahrgastzahlen bei Eisenbahnen und Straßenbahnen. Während zunächst auf einigen wenigen Nebenstrecken der Bahnbetrieb oder auch nur der Personenverkehr endete, wurden die meisten Straßenbahnbetriebe schon sehr bald stillgelegt. Den Anfang machte 1921 St. Albans, gefolgt von Brattleboro 1923 und Bellows Falls sowie Rutland 1924.
Ein heftiges Unwetter sorgte in der Nacht vom 3. zum 4. November 1927 für schwere Überschwemmungen und Erdrutsche. Viele Brücken wurden zerstört, Bahndämme unterspült und Gleise verschüttet. Während die Eisenbahnen wieder aufgebaut wurden, fielen die Straßenbahnbetriebe in Bennington und Montpelier/Barre dem Unwetter zum Opfer.
Der Beginn der Großen Depression 1929 markiert das Ende der Blütezeit der Eisenbahn in Nordamerika. In den folgenden Jahren legte man viele Nebenstrecken still und auf weiteren endete der Personenverkehr. Auch die Straßenbahnen in Burlington (stillgelegt 1929) und Waterbury/Stowe (stillgelegt 1932) konnten nicht mehr wirtschaftlich betrieben werden. Ein weiteres schweres Unwetter am 18. März 1936, ganz ähnlich dem von 1927, zerstörte abermals viele Strecken. Inzwischen waren die Transportzahlen auf vielen Bahnen jedoch so stark gesunken, dass es nicht lohnte, sie wiederaufzubauen. Ein Hurrikan im September 1938 brachte weitere Stilllegungen. Auch einige grenzüberschreitende Strecken nach Kanada waren bereits stillgelegt, und zwar die nur auf wenigen Kilometern durch Vermont führende Strecke bei Beecher Falls, die ehemalige Rutland and Noyan Railroad sowie die Midland Railway of Vermont bei Elkhurst. Die letzte Straßenbahn Vermonts fuhr im Januar 1947 zwischen Springfield und dem Bahnhof von Charlestown (New Hampshire).
Ein schwerer Einschnitt in den Personenverkehr war ein Streik der Arbeiter der Rutland Railway 1953. Die Arbeiter hatten bessere Löhne und kürzere Arbeitszeiten gefordert, bekamen in vielen Fällen jedoch die Kündigung, da der gesamte Personenverkehr nach Ende des Streiks nicht wieder aufgenommen wurde. Zudem waren bereits kurz vor dem Streik zwei Strecken der Rutland stillgelegt worden. Diese Geschichte wiederholte sich 1961. Nach einem erneuten Streik endete auch der Güterverkehr auf der Rutland. Während die Hauptstrecke nördlich von Burlington stillgelegt wurde, übernahmen mit der Vermont Railway und der Green Mountain Railroad zwei neue lokale Bahngesellschaften die südlichen Teile des Netzes und betrieben ab 1964 den Güterverkehr auf diesen Strecken weiter.
Kurz danach endete auf weiteren Hauptstrecken der Personenverkehr. 1965 fuhren die letzten Züge zwischen White River Junction, Newport und der kanadischen Grenze, im November 1966 auf der Central Vermont Railway (CV) und am 12. August 1967 fuhr in Vermont der vorerst letzte Personenzug auf der ehemaligen Grand-Trunk-Strecke zwischen Portland und Montréal. Ab 1972 setzte die Amtrak den Montrealer zwischen New York City und Montréal ein, der über die CV fuhr. Seit 1. April 1995 fährt dieser Zug als Vermonter und endet in St. Albans. Der Ethan Allen verkehrt seit 2. Dezember 1996 von New York City nach Rutland.
Auch im Güterverkehr ergaben sich einige Änderungen. Die Central Vermont, die schon seit 1896 der Grand Trunk Railway, später der Canadian National Railway gehörte, wurde 1995 an lokale Investoren verkauft und in New England Central Railroad umgegründet. Auch die Strecke von White River Junction zur kanadischen Grenze bei Richford wurde verkauft. Während zunächst die Northern Vermont Railroad diese Strecke betrieb, übernahm ab 2003 die Washington County Railroad diese Aufgabe. Wie auch die Green Mountain Railroad sowie die Clarendon and Pittsford Railroad ist diese Gesellschaft in Besitz der Vermont Railway und gehört damit zum Vermont Rail System. Die Clarendon&Pittsford besteht seit 1885 und ist damit die älteste heute noch existierende Bahngesellschaft Vermonts.
Auf den Strecken des Vermont Rail Systems verkehren einige Touristenzüge, und zwar der Green Mountain Flyer von Bellows Falls nach Chester, der Champlain Valley Flyer von Burlington nach Shelburne sowie der White River Flyer von White River Junction nach Norwich.
2005 waren 914 Kilometer Eisenbahnstrecken in Betrieb, das entspricht etwa 37 Metern Bahnstrecke pro Quadratkilometer, etwa ein Drittel des Wertes für Deutschland.

## Nichtöffentliche Bahnen
Die wichtigsten Rohstoffe, die in Vermont gewonnen werden, sind Holz, Granit und Marmor. Zum Abtransport dieser Materialien errichtete man öffentliche, aber auch zahlreiche nichtöffentliche Bahnen.
Die größten Holzschläge befinden sich im Süden Vermonts an der Grenze zu Massachusetts. Als erste Waldbahn Vermonts wurde 1873 die normalspurige Bennington and Glastenbury Railroad eröffnet, die bereits 1892 wieder stillgelegt wurde und zeitweise auch dem öffentlichen Verkehr diente. Auch in Nordvermont gab es eine Waldbahn. Sie zweigte in North Concord von der Portland and Ogdensburg Railway ab und führte bis East Haven. Sie war von 1882 bis 1918 in Betrieb. Ab 1891 baute man entlang der Deerfield River Railroad zahlreiche schmalspurige Waldbahnen. Bis 1914 wurden hier insgesamt über 50 Kilometer an Bahnstrecken in die Wälder verlegt. War ein Waldstück ausgebeutet, riss man die Gleise ab und baute sie andernorts wieder auf. Die letzten Waldbahnen Vermonts wurden durch das Hochwasser im März 1936 zerstört und stillgelegt.
Granit wurde in Steinbrüchen an vielen Orten Vermonts abgebaut. Die meisten Bahnstrecken, die dem Abtransport dieses Rohstoffs dienten, waren jedoch öffentliche Bahnen, die auch Personenverkehr hatten. Teilweise war jedoch das Personenbeförderungsaufkommen so niedrig, dass lediglich ein kombinierter Personen-, Post- und Gepäckwagen an die Granitzüge gehängt wurde. Dazu gehörten die Hardwick and Woodbury Railroad sowie die Manchester, Dorset and Granville Railroad. Südlich von Barre wurden ebenfalls mehrere Granitbahnen gebaut, die ein über 30 Kilometer langes, teilweise nicht-öffentliches Netz bildeten. Einige Abschnitte dieses Netzes werden noch heute benutzt.
Ein weiteres bedeutendes Netz von Grubenbahnen entstand ab 1888 nordwestlich von Rutland, wo Marmor abgebaut wurde. Mehrere Bahngesellschaften, die später alle in der Clarendon and Pittsford Railroad aufgingen, bauten insgesamt 28 Kilometer normalspurige Bahnstrecken, die ausschließlich dem Güterverkehr dienten. Die Hauptstrecke von Florence nach Albertson und Rutland war öffentlich und bediente auch einige ansässige Industriebetriebe. Eine kurze Teilstrecke bei Florence ist noch heute in Betrieb.

## Kunstbauten

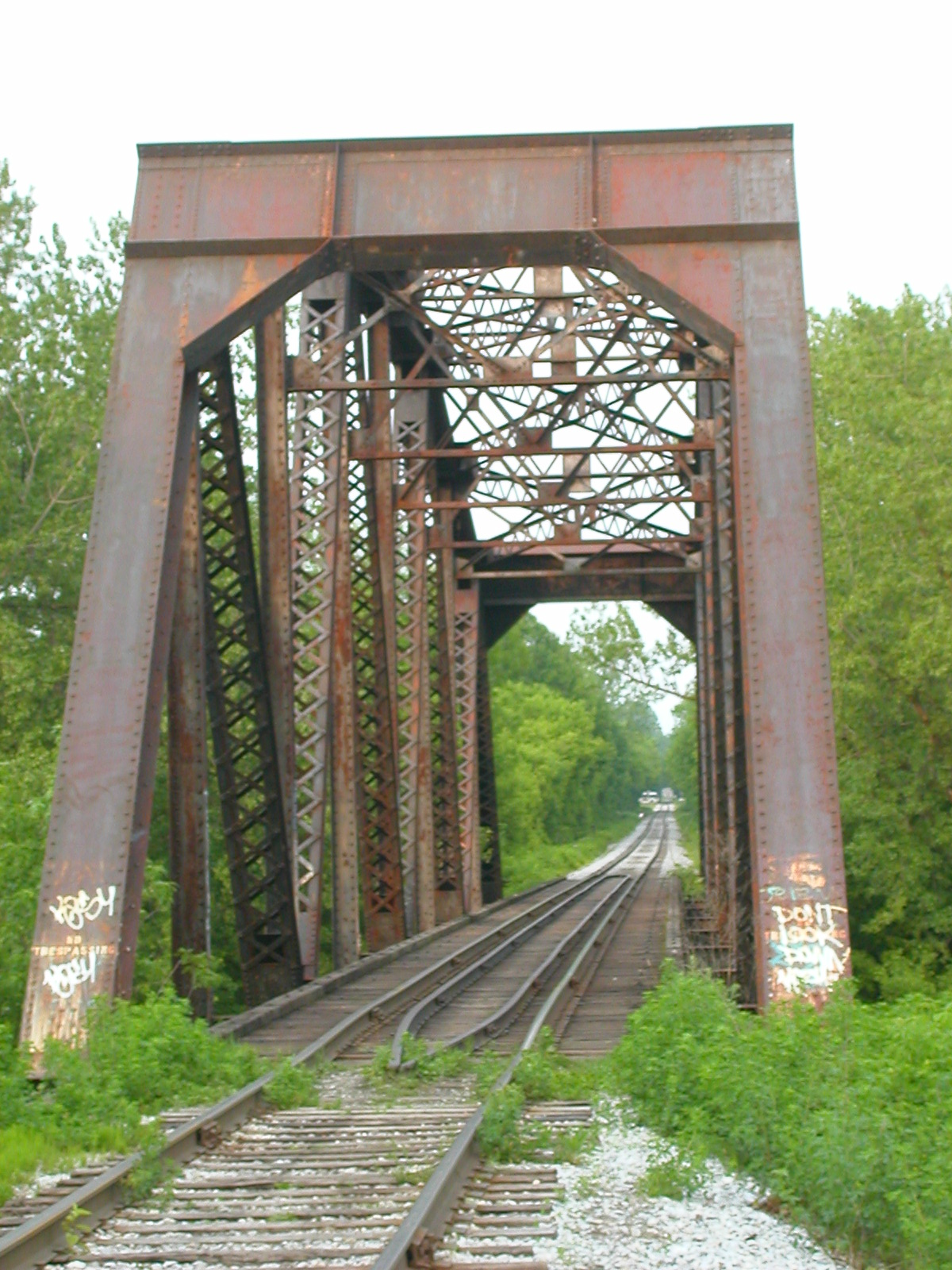
Brücke über den Winooski River bei Burlington (New England Central Railroad).

Obwohl sich durch den gesamten Bundesstaat die Green Mountains ziehen, konnten die Bahnbauer weitgehend auf Tunnel verzichten. Ein 85,5 Meter langer Tunnel im Stadtgebiet von Bellows Falls ist der längste Eisenbahntunnel Vermonts. Er ist noch heute in Betrieb und wurde 2007 erweitert und saniert. Der einzige andere, etwa 50 Meter lange Eisenbahntunnel des Bundesstaats befindet sich im Stadtgebiet von Burlington unter der North Avenue und ist ebenfalls noch in Betrieb. Er kam 1918 in die Schlagzeilen, da sich im Tunnel ein Frontalzusammenstoß ereignete, der neun Personen das Leben kostete.
Umso mehr wurden jedoch Brückenbauwerke nötig, um die Flüsse und Schluchten zu überwinden. Insgesamt 13 Eisenbahnbrücken überqueren den Connecticut River, der die gesamte Ostgrenze des Bundesstaats bildet. Nur fünf dieser Brücken sind noch in Betrieb. Die Woodstock Railway überquerte die tiefe Schlucht des Ottauquechee River bei Quechee über eine 50 Meter hohe Jochbrücke, die erst durch eine hölzerne Bogenbrücke und 1911 durch eine Stahlkonstruktion ersetzt wurde. Seit der Stilllegung der Bahn 1933 trägt die Brücke die U.S. Route 4.
Auch den Lake Champlain überquerten mehrere Eisenbahnen. Die wohl aufwändigste Konstruktion hatte dabei die Rutland Railroad errichtet. Über Dämme und Brücken, die die beiden größten Inseln verbanden, durchfuhren die Züge dieser Gesellschaft ab 1901 den See in Nord-Süd-Richtung. Der längste dieser Dämme zwischen Burlington und Grand Isle war knapp fünf Kilometer lang. Die Bauwerke sind zwar noch vorhanden, wurden jedoch nach Stilllegung der Bahnstrecke an einigen Stellen unterbrochen, um einen ungehinderten Schiffsverkehr zu ermöglichen.

## Unfälle
Der erste überlieferte Eisenbahnunfall in Vermont zeigt sehr deutlich die schwierige Situation der Bahngesellschaften in der zweiten Hälfte des 19. Jahrhunderts, die von Konkurrenz und finanziellen Problemen geprägt war. Die Missisquoi Railroad betrieb eine Bahnstrecke im Norden Vermonts und konkurrierte mit der South Eastern Railway um Fracht und Passagiere. Ein Arbeiter der South Eastern verstellte am 4. November 1883 bei Enosburgh eine Weiche, sodass der Personenzug der Missisquoi auf ein Abstellgleis fuhr und den Wasserturm beschädigte. Die Lok stürzte in einen Fluss, wodurch Lokführer und Heizer starben. Der Saboteur konnte gefasst und verurteilt werden. Durch den Unfall ging die Missisquoi Railroad jedoch pleite und wurde 1886 unter anderem Namen neu aufgestellt.
Der folgenschwerste Unfall in der Geschichte des Schienenverkehrs in Vermont ereignete sich am Morgen des 5. Februar 1887. Der Montreal Express der Central Vermont Railroad entgleiste aufgrund eines Gleisbruchs nördlich von White River Junction, als er gerade eine Brücke über den White River überfuhr. Vier Wagen stürzten in den eiskalten Fluss und entzündeten sich durch auslaufendes Heizöl. 32 Menschen starben.

## Kuriositäten

### Drei Strecken nach Rouses Point
Der Lake Champlain bedeckt die nördliche Hälfte der Westgrenze Vermonts. Er wird nach Norden hin breiter und damit größtenteils nicht mit Brücken überquerbar. Kurz vor dem nördlichen Ende des Sees liegt die Staatsgrenze zu Kanada. Eine Engstelle des Sees ermöglichte jedoch unmittelbar südlich der Grenze den Bau einer in Ost-West-Richtung verlaufenden Bahnstrecke. Sie wurde durch die Vermont and Canada Railroad (später Central Vermont, CV) 1851 eröffnet. In Rouses Point stieß sie auf die vorhandene Nord-Süd-Strecke New York–Montréal.
Auch von Westen her war durch die Ogdensburg and Lake Champlain Railroad (O&LC) eine Bahnstrecke nach Rouses Point gebaut worden, sodass die CV-Züge bis Ogdensburg durchlaufen konnten. Die O&LC plante jedoch, ihre Züge in Richtung der White Mountains in New Hampshire laufen zu lassen, ohne die Central Vermont zu benutzen. Also baute sie bis 1883 eine eigene Strecke von Rouses Point nach Maquam, wo die St. Johnsbury and Lake Champlain Railroad in Richtung Osten anschloss. Die Strecke lag vollständig parallel zur CV und kreuzte sie sogar westlich von Alburgh. Die Jochbrücke der O&LC lag unmittelbar nördlich der CV-Brücke. Die CV war natürlich mit dieser Konkurrenz nicht einverstanden und schaffte es im Sommer 1884, den Aufsichtsrat der O&LC zu ersetzen. Die neue Strecke wurde an die CV verkauft und nach nur 8 Monaten Betrieb stillgelegt und abgerissen.
Später baute auch die Rutland Railroad ihre Strecke nach Norden. Da auch sie ihre Züge in Richtung Ogdensburg durchfahren lassen wollte, baute sie eine weitere Strecke nach Rouses Point. Zwischen Alburgh und Rouses Point lag sie parallel zur CV. Anders als die O&LC 18 Jahre zuvor baute die Rutland jedoch keine eigene Brücke über den See. Stattdessen handelte sie mit der CV ein Mitbenutzungsrecht der Brücke, nicht jedoch der Gleise aus. Da die Brücke zu schmal für zwei Gleise war, baute man eine Gleisverschlingung. 1901 ging die Strecke in Betrieb. Mit Auflösung der Rutland 1963 wurde auch diese Strecke stillgelegt und abgetragen. Die CV-Strecke war sogar bereits 1962 stillgelegt worden, sodass die Züge heute den Umweg über kanadisches Gebiet oder über Rutland nehmen müssen, um auf die andere Seite des Sees zu gelangen.

### Fair Grounds Railroad
Ein weiteres Kuriosum im Vermonter Schienennetz war von 1890 bis 1928 die Fair Grounds Railroad. Die Twin State Fair fand jährlich im September auf einem Gelände westlich von White River Junction statt und dauerte eine Woche. Zu den übrigen Zeiten wurde die Bahn nicht betrieben.

## Anhang